# Goldbach (Unterfranken)

Gemeindegebiet mit Gemeindeteilen von Goldbach

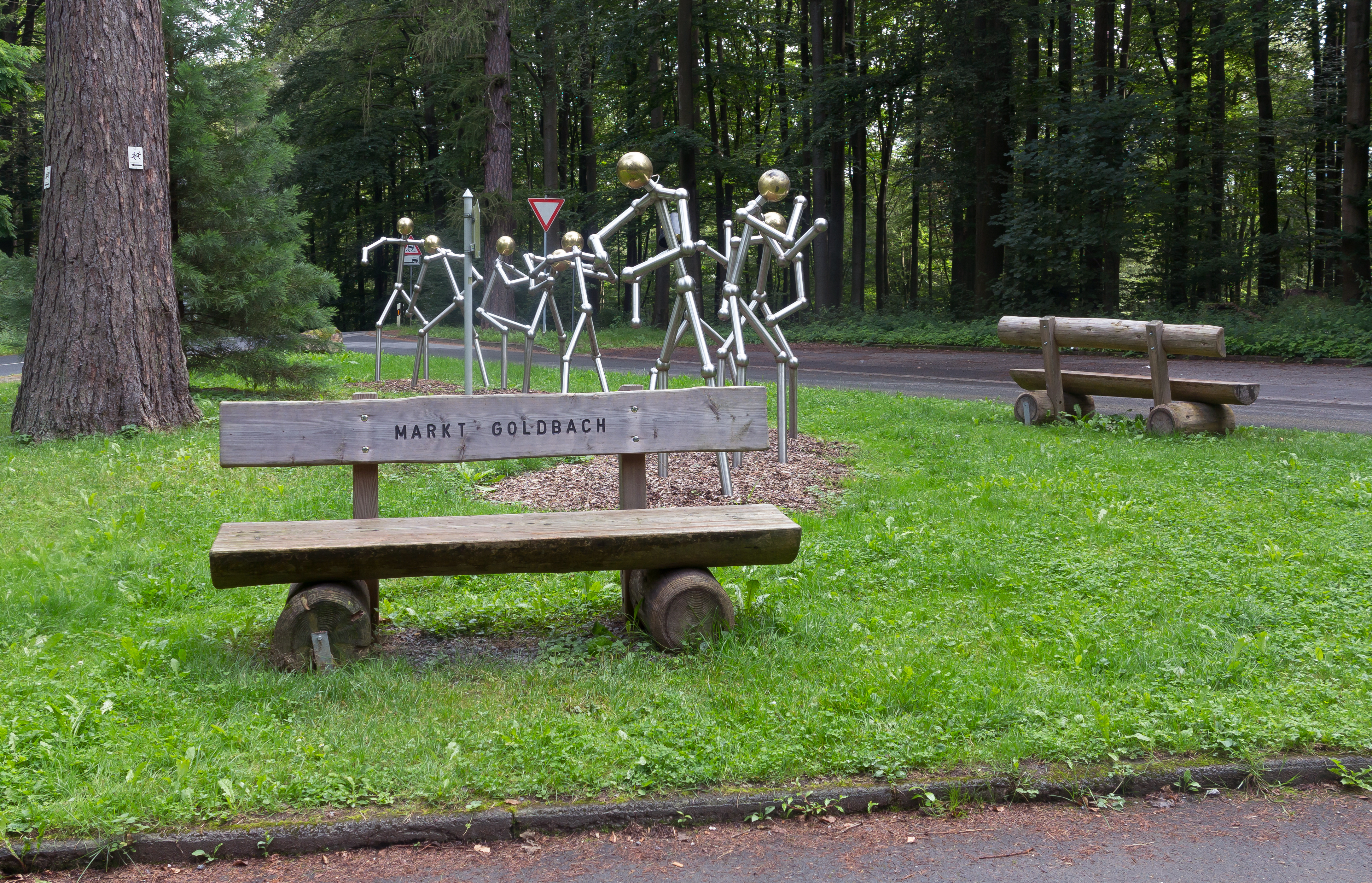
Markt Goldbach, Skulptur

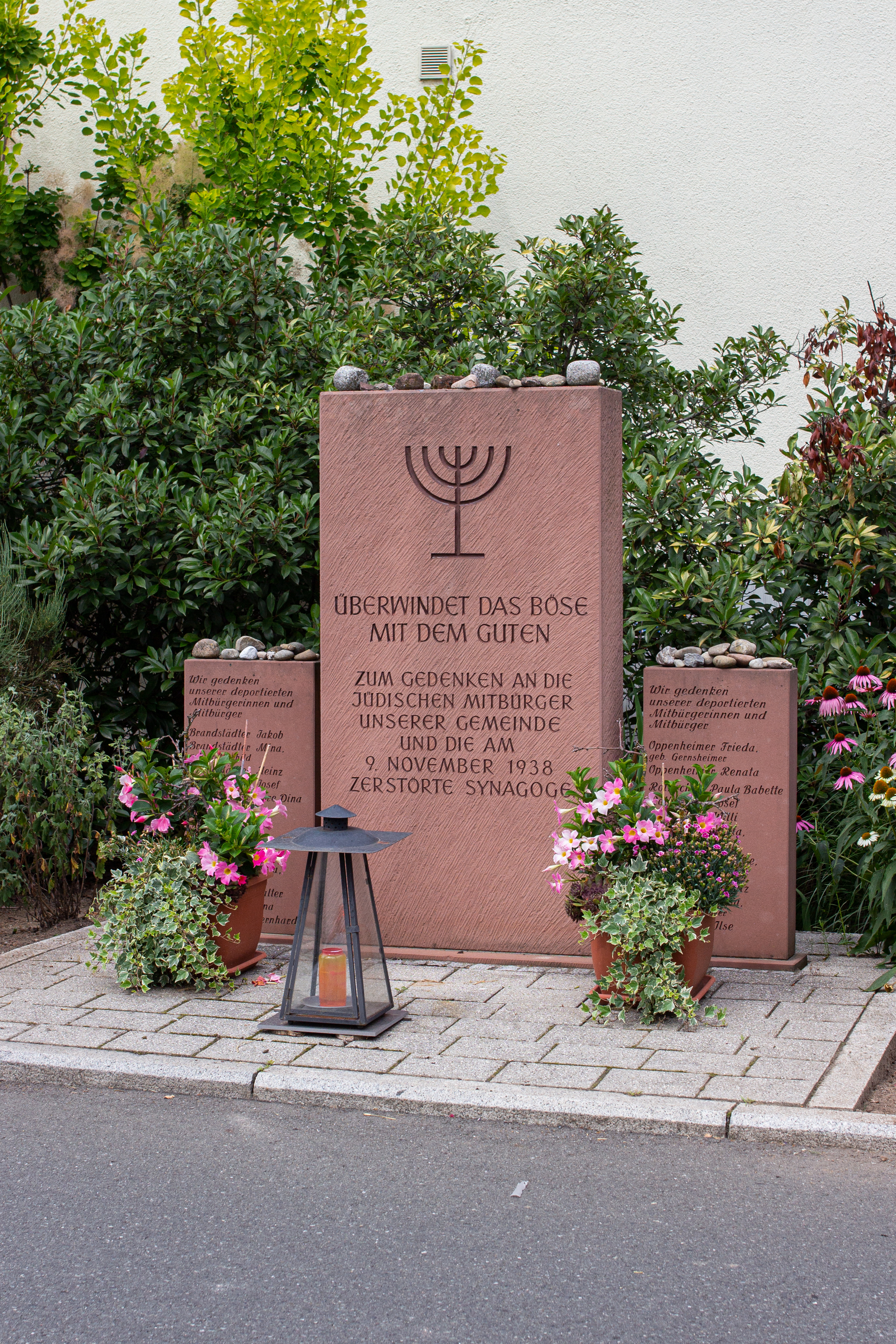
Gedenkstein am Ort der ehemaligen Synagoge

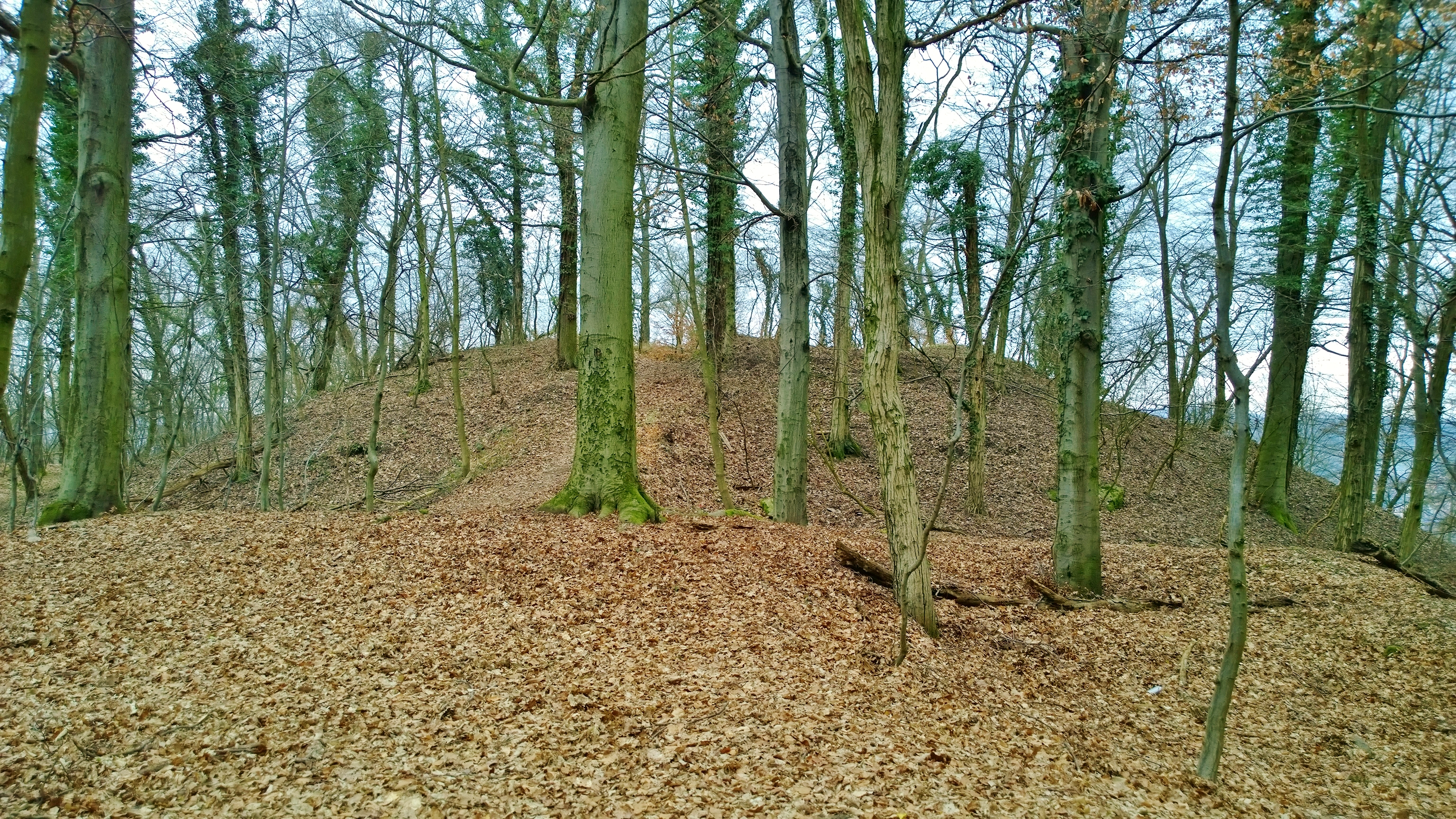
Hauptteil des Burgstalles der abgegangenen Burg Kugelnberg

Goldbach (lokale Aussprache: [gɔlwɪʃ]) ist ein Markt im unterfränkischen Landkreis Aschaffenburg.

## Geographie

### Geographische Lage
Goldbach liegt etwa vier Kilometer nordöstlich von Aschaffenburg und rund einen Kilometer westlich von Hösbach an der Bundesstraße 26 Lohr-Aschaffenburg, die hier parallel zur Bundesautobahn 3 verläuft. Der Markt ist eine der einwohnerstarken Kommunen im Landkreis Aschaffenburg und bekannt durch die dort liegende  Einhausung der Bundesautobahn 3. Der topographisch höchste Punkt der Gemeinde befindet sich am Fockenberg westlich von Breunsberg mit 319 m ü. NHN (Lage), der niedrigste liegt an der Aschaff an der Autobahnausfahrt Aschaffenburg-Ost auf 129 m ü. NHN (Lage). Durch das südliche Gemeindegebiet führt der Fränkische Marienweg.

### Gemeindegliederung
Goldbach hat zwei Gemeindeteile (in Klammern ist der Siedlungstyp angegeben):
- Goldbach (Stadtrandsiedlung)
- Unterafferbach (Kirchdorf)

### Nachbargemeinden
|                    | Gemeinde Johannesberg                       |               |
| Gemeinde Glattbach | Kompassrose, die auf Nachbargemeinden zeigt | Markt Hösbach |
|                    | Stadt Aschaffenburg                         |               |

## Name

### Etymologie
Ihren Namen hat die Gemeinde vom gleichnamigen Goldbach, der der Aschaff heute bei Aschaffenburg zufließt. Im Volksmund wird der Ort Gollwich genannt.

### Frühere Schreibweisen
Frühere Schreibweisen des Ortes aus diversen historischen Karten und Urkunden waren 1218 Golbach, 1219 Goldbach, 1240 Goltbach und 1257 Golpach.

## Geschichte

### Bis zum 19. Jahrhundert
Goldbach wurde erstmals 1218 urkundlich erwähnt. Südlich auf dem Gipfel des Kugelberges befand sich damals wohl noch außerhalb der Goldbacher Gemarkung die Höhenburg Burg Kugelnberg der Herren von Kugelnberg, die vom 12. bis ins 14. Jahrhundert bestand. Ab Mitte des 15. Jahrhunderts unterstand Goldbach dem Mainzer Erzbischof und Kurfürsten.
1803 wurde für den letzten Kurfürsten und Kanzler des Alten Reiches, Karl Theodor von Dalberg, das Fürstentum Aschaffenburg geschaffen, in dem Goldbach von da an lag. Mit dem Fürstentum Aschaffenburg ging Goldbach 1810 an das Großherzogtum Frankfurt, gehörte dort 1812 zum Verwaltungsgebiet der Districtsmairie Schweinheim im Departement Aschaffenburg und hatte bei 148 Feuerstellen 892 Einwohner. Maire war damals Joseph Stenger. Seine Adjuncte waren  Georg Lippert und Bernhard Hain. Niclas Sauer war der Landzöller und Johann Phillip Lautensack der Pfarrer.
Infolge des Pariser Vertrages vom 3. Juni 1814 kamen Goldbach und Unterafferbach am 26. Juni 1814 zu Bayern. Mit Verfügung vom 1. Oktober desselben Jahres wurden die Landgerichte Aschaffenburg und Kaltenberg errichtet, auf deren Verwaltungsgebieten Goldbach und sein Ortsteil Unterafferbach lagen. Im Winter 1815/16 wurde im Tal des Goldbaches durch einen Aschaffenburger Bürger namens Klee eine eisenhaltige Mineralquelle entdeckt. Mit der Auflösung des Landgerichtes Kaltenberg kam Unterafferbach 1828 ebenfalls zum Landgericht Aschaffenburg. Durch Zusammenschluss der Landgerichte Aschaffenburg und Rothenbuch wurde am 1. Juli 1862 das Bezirksamt Aschaffenburg gebildet.

### Ab dem 20. Jahrhundert
1939 wurde, wie überall im Deutschen Reich die Bezeichnung Bezirksamt in Landkreis geändert. Goldbach war nun eine der 33 Gemeinden im Altkreis Aschaffenburg. Dieser schloss sich am 1. Juli 1972 mit dem Landkreis Alzenau in Unterfranken zum neuen Landkreis Aschaffenburg zusammen.
Durch Grenzregelung mit der Gemeinde Hösbach am 1. Oktober 1958 wechselte eine ca. 22 ha große Goldbacher Gemarkungsfläche mit 41 Wohnhäusern und 313 Einwohnern nach Hösbach, während die Hösbacher Gartenhöfe mit dem Kugelberg und Gemarkungsflächen von insgesamt ca. 100 ha nach Goldbach wechselten.
Mindestens seit dem 19. Jahrhundert waren jüdische Familien im Ort ansässig, welche im Jahr 1818 eine eigene Synagoge errichteten. Zur Gemeinde gehörten ab der zweiten Hälfte des 19. Jahrhunderts auch die jüdischen Einwohner des Nachbardorfes Hösbach. Die Synagoge wurde beim Novemberpogrom 1938 durch SA-Männer verwüstet, woran seit 1987 auf dem Parkplatz gegenüber ein Gedenkstein erinnert. Im Jahr 2008 wurden die Namen ermordeter und deportierter jüdischer Bewohner auf zwei Tafeln hinzugefügt.
Am 26. Mai 1995 wurde Goldbach die Bezeichnung Markt verliehen.
Im Sommer 2018 wurden durch Archäologen der Universität Würzburg unter Mitwirkung von Laienhelfern des örtlichen Geschichts- und Heimatvereins Überreste von Gebrauchsgegenständen, darunter eine Münze mit einem Bild des Erzbischofs Adalbert von Mainz, Teile von Waffen und Werkzeugen, sowie Tonscherben die als sogenannte Pingsdorfware identifiziert werden konnten, auf dem Gebiet der Burg Kugelnberg freigelegt. Die Funde legten eine Nutzung der früheren Burg als Wohn- oder Wehrburg (nicht wie bisher angenommen als Fliehburg) nahe, ebenso eine wesentlich frühere Besiedelung des Gemeindegebiets, die bis ins 10. Jahrhundert zurückgehen könnte.

### Eingemeindungen
Am 1. Juli 1971 wurde die Gemeinde Unterafferbach (1812 noch Niederaffholdersbach genannt) eingegliedert.

### Einwohnerentwicklung
Im Zeitraum 1988 bis 2018 stieg die Einwohnerzahl von 9226 auf 9997 um 771 Einwohner bzw. um 8,4 %. 1995 hatte der Markt 10.270 Einwohner.
Quelle: BayLfStat

## Politik

### Bürgermeister
Erste Bürgermeisterin ist seit 1. Mai 2020 Sandra Rußmann (Freie Wählergemeinschaft – FWG); diese wurde in der Stichwahl vom 29. März 2020 mit 52,8 % der Stimmen gewählt. Ihr Vorgänger war von Mai 2002 bis April 2020 Thomas Krimm (FWG).

### Marktgemeinderat
Der Marktgemeinderat hat (ohne Ersten Bürgermeister) 20 Mitglieder.
|      | CSU | SPD | FWG | Grüne | Gesamt   |
| ---- | --- | --- | --- | ----- | -------- |
| 2014 | 8   | 3   | 7   | 2     | 20 Sitze |
| 2020 | 7   | 3   | 6   | 4     | 20 Sitze |

(Stand: Kommunalwahl am 16. März 2014 und Kommunalwahl am 15. März 2020)

### Wappen
| Wappen von Goldbach | Blasonierung: „In Rot ein goldener Schrägwellenbalken, oben eine mit bunten Steinen besetzte silberne Laubkrone, unten ein sechsspeichiges silbernes Rad.“ |
| Wappen von Goldbach | Wappenbegründung: Für den Ortsnamensteil -bach steht redend der goldene Bach. Goldbach gehörte vom 7. bis 11. Jh. zum Gebiet des fränkischen Königsgut, wofür die Krone im Wappen steht. Auf die Herrschaft von Kurmainz bis zum Jahr 1803 weist das sechsspeichige silberne Mainzer Rad hin. Die Farben Gold und Rot sind dem Wappen der Grafen von Rieneck entnommen, die bis zu ihrem Aussterben 1559 als Vasallen des Erzbischofs von Mainz die Vogtei Goldbach innehatten. Dieses Wappen wird seit 1965 geführt. |

### Gemeindepartnerschaften
Seit 1994 ist das französische Courseulles-sur-Mer Partnergemeinde.

## Kultur und Sehenswürdigkeiten

### Kirchen und Kapellen

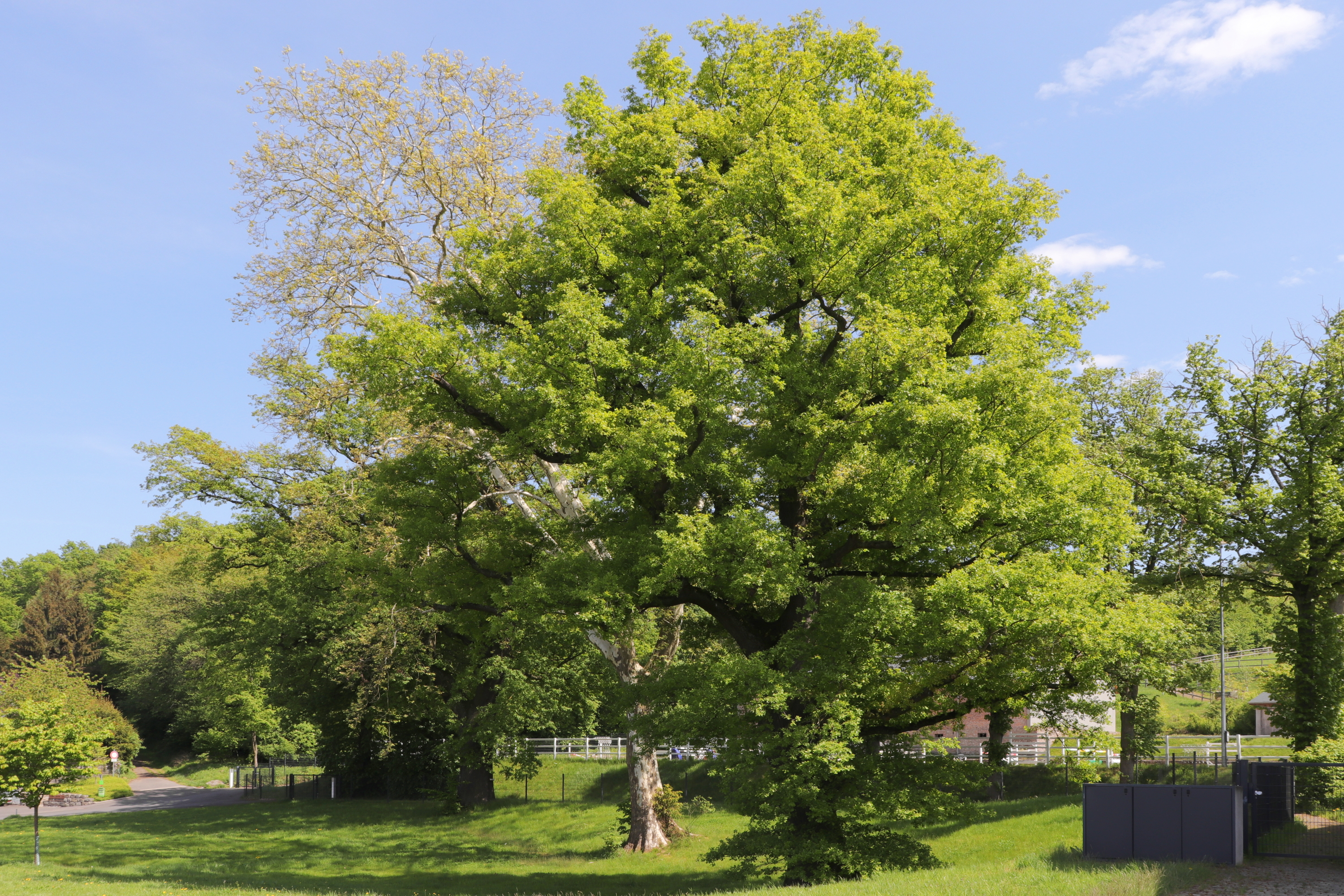
Naturdenkmal am Untergartenhof

Goldbach verfügt über zwei katholische Pfarrkirchen. Die St. Nikolaus-Kirche, befindet sich im alten Ortskern. Diese Sandsteinkirche im neuromanischen Stil wurde anstelle eines zu klein gewordenen älteren Kirchleins 1894/95 errichtet und später durch einen modernen Anbau erweitert.
Im Westen der Gemeinde, damals Neubaugebiet, wurde 1961 das moderne Gotteshaus St. Maria Immaculata eingeweiht, da St. Nikolaus für die Größe der wachsenden Gemeinde zu klein geworden war. Der schlichte Klinkerbau mit dem 37 m hohen asymmetrischen Turm bietet Platz für etwa 600 Besucher. Den Altarraum schmückt ein monumentales Gemälde des Künstlers Curd Lessig sowie ein moderner Oktogonleuchter, auf dem biblische Szenen dargestellt sind. Eine Besonderheit der Kirche ist ihre Orgel-Trias. Neben der 36 klingende Register umfassenden Hauptorgel, 1964 durch die Orgelbaufirma Michael Weise erbaut, verfügt die Kirche über eine Anfang der 1880er Jahre grundlegend restaurierte Barockorgel von 1782 sowie ein Orgelpositiv aus der Werkstatt von Hartwig Späth.
An der Ortsgrenze zu Hösbach steht die evangelische Johanneskirche, die 1955 errichtet wurde und Platz für rund 250 Gläubige bietet.

Im nordwestlichen Teil von Goldbach befinden sich zwei weitere kleine Kirchenbauten, die von der katholischen Kirchengemeinde genutzte Marienkapelle sowie die Edelweisskapelle. Letztere wurde 1926 durch den ortsansässigen Wanderverein Edelweiss Club e. V. zum Andenken an im Krieg gefallene Vereinsmitglieder errichtet. Im Ortsteil Unterafferbach befindet sich die 2001 geweihte Kapelle „Magnificat“ (Lage).

### Naturdenkmäler
Am östlichen Rand Goldbachs bilden zwei Eichen und eine Platane ein Naturdenkmal. Ein weiteres Naturdenkmal befindet sich in der Österreicher Straße.

### Sport und Vereine

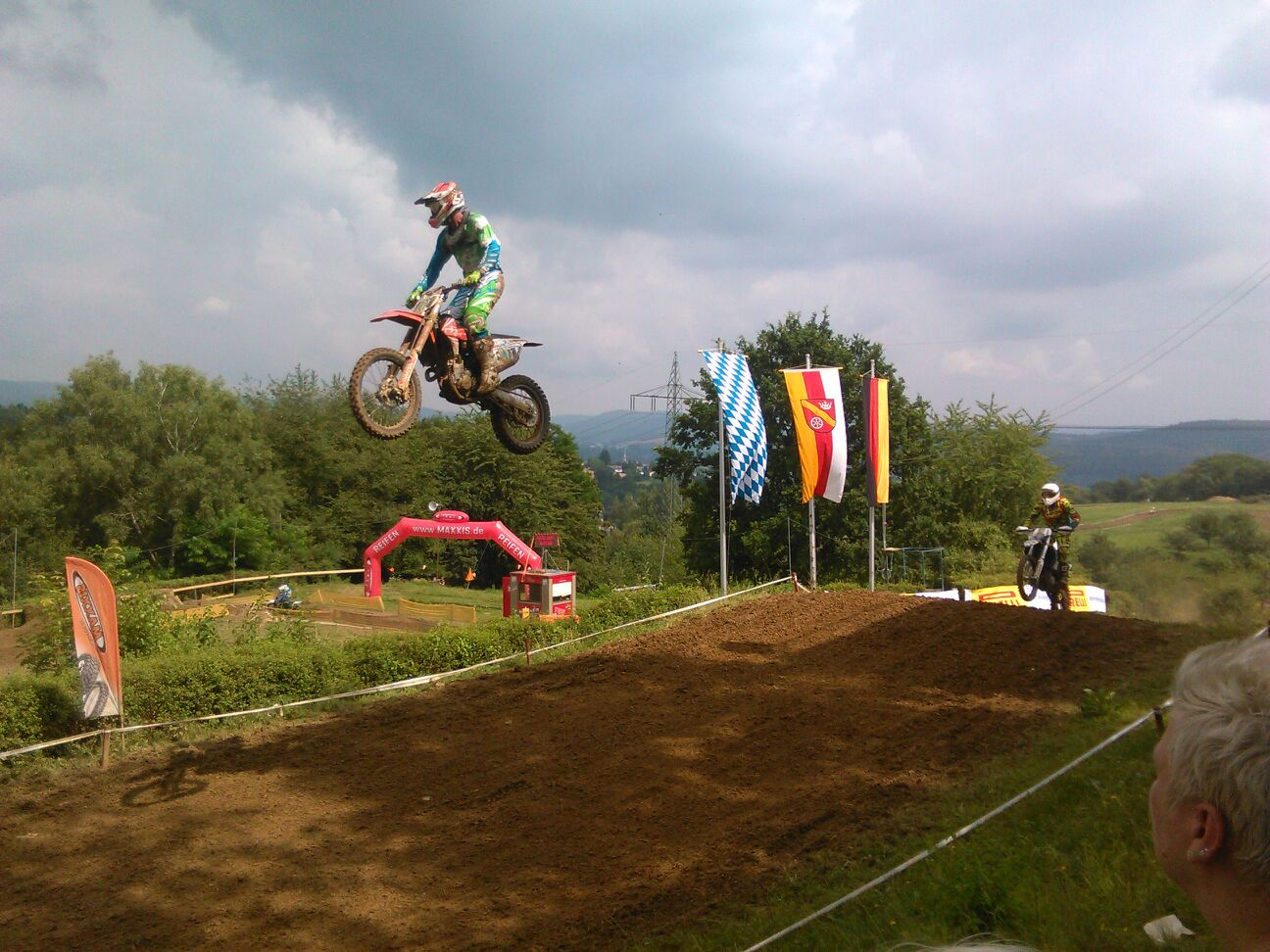
Motocross auf der örtlichen Rennstrecke (2016)

In Goldbach findet ein reges Sport-, Kultur- und Vereinsleben statt. Überregionale Resonanz findet hierbei die jährlich durch den TV Goldbach ausgetragene Winterlaufserie, bei der es gilt, an neun Terminen jeweils 10 km zurückzulegen. Deutschlandweite Bekanntheit erreichte in den 1990er Jahren der AC Bavaria Goldbach durch seine Erfolge in der deutschen Ringermannschaftsmeisterschaft, ebenso wurde 1998 und 1999 das Badminton-Turnier „German Masters“ dort abgehalten. 2018 verzeichnete die jährlich auf der dortigen Rennstrecke stattfindende deutsche Moto-Cross-Meisterschaft etwa 5000 Besucher.

## Wirtschaft und Infrastruktur

### Handel, Gewerbe und Industrie
Die Bekleidungsbranche war einer der bedeutendsten Industriezweige am bayerischen Untermain, der Höhepunkt dieser wurde in den 1970er Jahren mit ca. 29.000 Beschäftigten in knapp 400 Betrieben überschritten. Einer der bekanntesten Arbeitgeber in Goldbach war das Unternehmen Basler Fashion, das 2017 in die Insolvenz ging. Gleiches war bereits 2004 mit dem Herrenbekleidungshersteller Desch geschehen. Seitdem prägen vorwiegend kleine und mittelständische Betriebe das Gewerbe in Goldbach, die ehemals Basler zugehörigen Gewerbeflächen werden jedoch weiterhin durch ein neu angesiedeltes Logistik- und Dienstleistungsunternehmen der Textilbranche genutzt. Des Weiteren hat das private Müllentsorgungsunternehmen Werner RC GmbH & Co seinen Sitz in Goldbach, das Aufgaben der Müllentsorgung und des Recycling im Landkreis Aschaffenburg wahrnimmt. Goldbach verfügt über ein eigenes Elektrizitätswerk, ebenso sind mehrere kleinere Unternehmen der IT- und Consulting-Branche dort ansässig. Weitere vertretene Branchen sind die Glasherstellung, Metallverarbeitung, Straßenbau, sowie auch die Lebensmittelherstellung und -verarbeitung.
Im Februar 2018 wurde durch den Marktgemeinderat die Einrichtung eines interkommunalen Gewerbegebiets in Kooperation mit der Stadt Aschaffenburg beschlossen. Es handelt sich dabei um das erste dieser Art in der Region. Im August wurde der Beschluss mit einer entsprechenden Vereinbarung durch die Bürgermeister Thomas Krimm und Oberbürgermeister Klaus Herzog bestätigt.
Im Jahr 2022 erzielte Goldbach Einnahmen aus der Gewerbesteuer in Höhe von 4,86 Millionen Euro. Mit einem Gewerbesteuerhebesatz von 360 % ist Goldbach eine der gewerbesteuerlich attraktiven Gemeinden Deutschlands.

### Verkehr und Entwicklung

Luftaufnahme der Einhausung der A3 zwischen Goldbach und Hösbach.

Goldbach liegt direkt an der Bundesautobahn 3 zwischen Frankfurt (ca. 45 km entfernt) und Würzburg (ca. 75 km entfernt). Zwischen Goldbach und Hösbach wurde zur Einhaltung der Lärmgrenzwerte zusammen mit einem knapp 6,5 Kilometer langen sechsspurigen Ausbau der Autobahn zwischen den Anschlussstellen Aschaffenburg-Ost und Hösbach die Einhausung Hösbach gebaut. Diese schließt die Fahrbahn auf einer Länge von ca. 1400 m (Ost) und 364 bzw. 340 m (West) vollständig ein, die Kosten beliefen sich auf ca. 127 Millionen Euro, davon entfielen ca. 80 Mio. auf die Einhausung selbst. Die Bauzeit betrug ca. 3 Jahre, die Fertigstellung erfolgte 2005. Eine Besonderheit stellen die obenliegenden Fensterflächen mit einer Gesamtfläche von 9500 m² dar, die bei Tag eine Beleuchtung der Anlage überflüssig machen. Vor Ort sowie auch überregional sorgte das Projekt für Kontroversen und wurde u. a. im „Schwarzbuch 2003“ des Bundes der Steuerzahler als eine der größten Verschwendung von Steuergeldern des Jahres erwähnt. Karl Heinz Däke, Vorsitzender des BdSt, bezeichnete den oberirdischen Tunnel als „Luxus-Lärmschutz“ ohne echte Notwendigkeit. Die Autobahndirektion Nordbayern widersprach dieser Darstellung. Zu der Einhausung gebe es keine kostengünstigere Alternative, ohne Lärmschutz seien die Immissionsgrenzwerte um mehr als 20 dB überschritten worden. Maßnahmen wie Schallschutzwände seien infolge der Lage der Autobahn in einem wie ein Trichter geformten Tal nicht erfolgversprechend.
2008 wurde Goldbach in das 2004 aufgestellte Städtebauförderungsprogramm „Stadtumbau West“ des Bundes und des Freistaates Bayern aufgenommen.
Der Marktgemeinderat beschloss Anfang 2010 hierauf aufbauend ein kommunales Förderprogramm, welches die Förderung von Maßnahmen ermöglichte, die der gestalterischen Aufwertung und städtebaulichen Einpassung von Gebäuden, sowie der Anpassung von privaten Frei- und Außenbereichen an den öffentlichen Raum dienten. Mehrere in der Ortsmitte befindliche Gebäude, darunter das alte Feuerwehrhaus, wurden umgebaut und für Vereinsarbeit nutzbar gemacht. Der Ortskern, das Umfeld der Kirche St. Nikolaus, sowie Teile der Aschaffenburger Straße wurden im Rahmen von Stadtumbau West erneuert, auch der in der Ortsmitte befindliche Marktplatz wurde neu gestaltet.
Gegenwärtig werden nicht mehr genutzte Gewerbeflächen im Rahmen des Förderprogramms für neuen Wohnraum umgewandelt, hierbei stehen nach Angaben der Investoren und der Gemeinde barrierefreies und generationenübergreifendes Wohnen im Vordergrund. Darüber hinaus soll 2019 an der Grenze zu Hösbach eine ca. 12 Hektar großes Areal als Neubaugebiet mit insgesamt 33 Bauplätzen erschlossen werden.
Der Gemeindekämmerer bezeichnete Goldbach im Frühjahr 2018 als „quasi schuldenfrei“. Bestehende Zahlungsverpflichtungen seien durch Rücklagen ausgeglichen. Das Haushaltsvolumen für 2018 umfasste 31,92 Millionen Euro (2017: 30,63 Millionen Euro), hierbei sind Investitionen von ca. 6,8 Millionen Euro eingerechnet (5,5 Millionen Euro im vergangenen Jahr). Die Pro-Kopf-Verschuldung Goldbachs liegt 27 Prozent unter dem bayernweiten Schnitt. Erhebliche Lasten des Gemeindehaushalts entstehen durch in naher Zukunft notwendige Infrastrukturmaßnahmen, etwa der Ausbau des Kanal- und Wasserleitungsnetz bei gleichzeitigem Wegfall der Straßenausbaubeiträge.
Das Staatsministeriums der Finanzen, für Landesentwicklung und Heimat gab im September 2016 in einer Antwort auf eine schriftliche Anfrage des Landtagsabgeordneten Günther Felbinger (damals Freie Wähler) zum Stand des Breitbandausbaus im Landkreis Aschaffenburg die Auskunft, dass bereits zwei Drittel der vorhandenen Internetzugänge in Goldbach mit einer Übertragungsgeschwindigkeit ab 50 Mbit/s betrieben würden (Nach eigenem Hinweis bezog sich das Ministerium dabei auf Daten des TÜV Rheinland von Ende 2015).

### Öffentliche Einrichtungen
Am Ortsausgang in Richtung Unterafferbach befindet sich das Waldschwimmbad, ein Freibad. 2018 wurde dieses von mehr als 100.000 Badegästen besucht. Für umfassende Sanierungsmaßnahmen, die im Herbst 2019 beginnen sollen, hat das Bundesministerium des Innern, für Bau und Heimat mehr als 2 Mio. Euro an Fördermitteln bereitgestellt. In Goldbach existieren eine Grund- und eine Mittelschule, welche beide auch über das Angebot einer Ganztagsschule verfügen, sowie vier Kindertagesstätten und eine Kinderkrippe. Die Schwimmhalle der Grund- und Mittelschule ist in den Wintermonaten öffentlich zugänglich. Im Gemeindegebiet befinden sich insgesamt vierzehn Kinderspielplätze, zwei Bolzplätze und zwei Sporthallen, zudem ein Jugendhaus in der Straße Am Sachsenhausen.

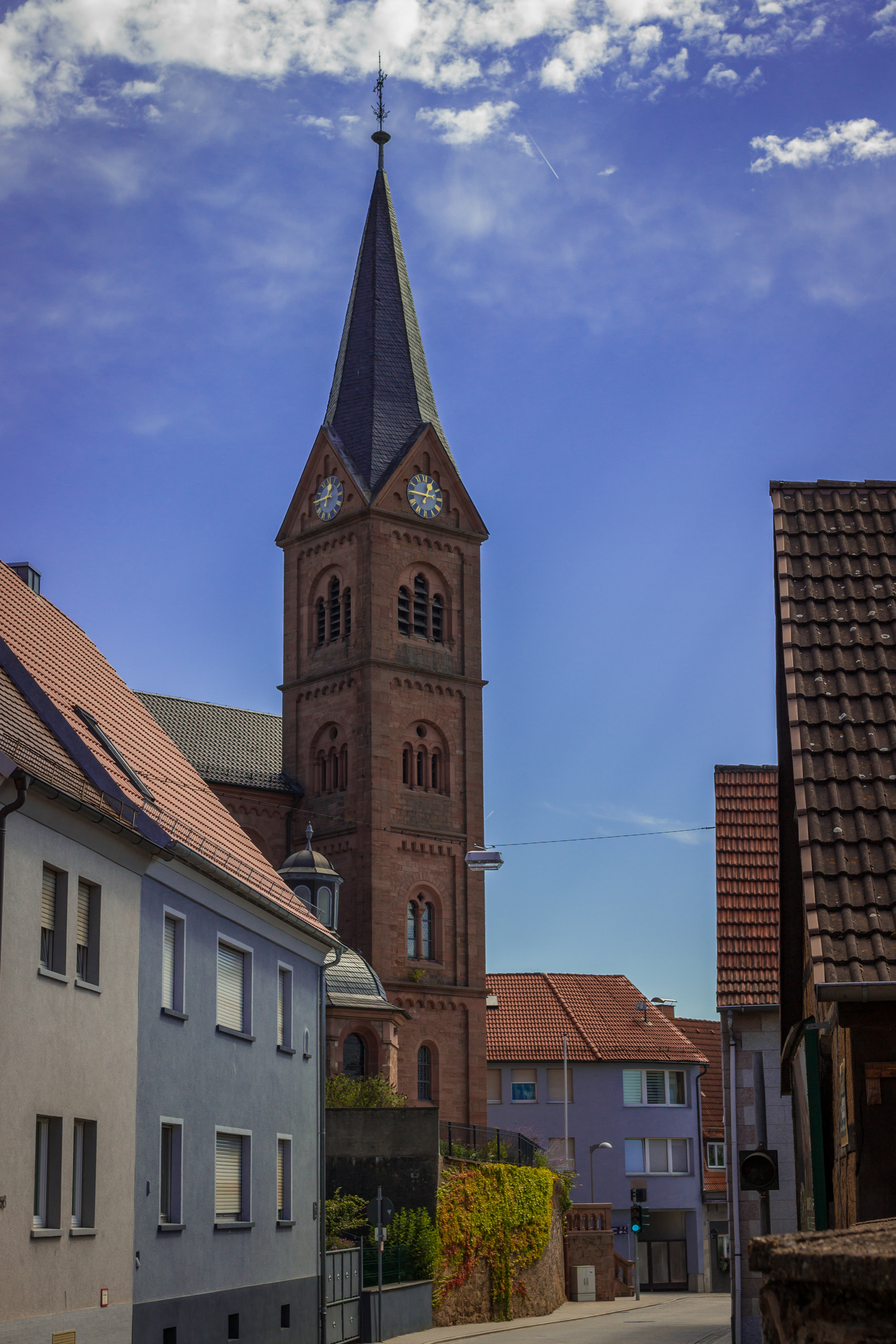
Straßenzug mit der katholischen Pfarrkirche St. Nikolaus in Goldbach
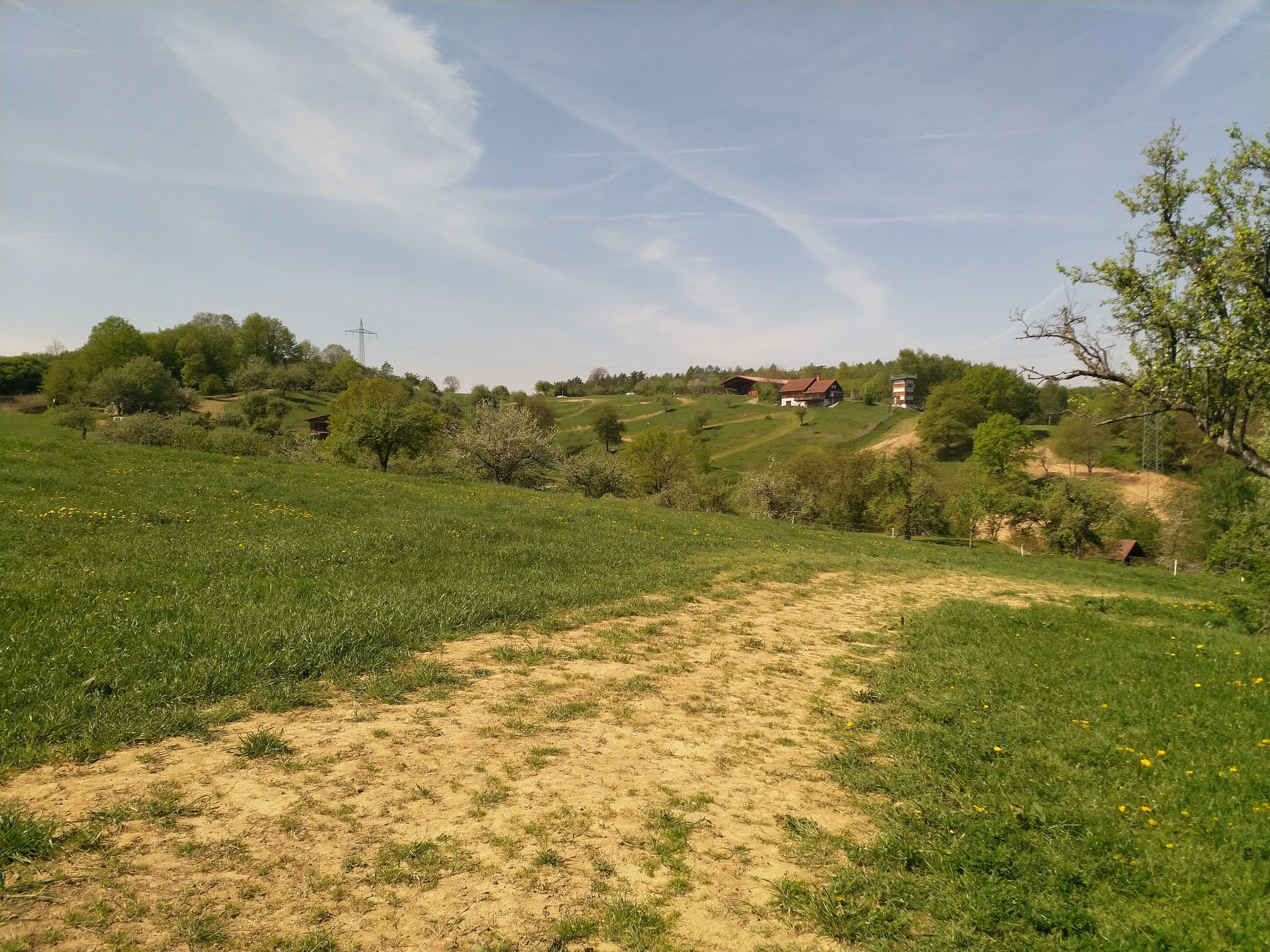
Blick auf Motocross-Strecke mit Zeitnahmeturm, Vereinsheim und Festhalle
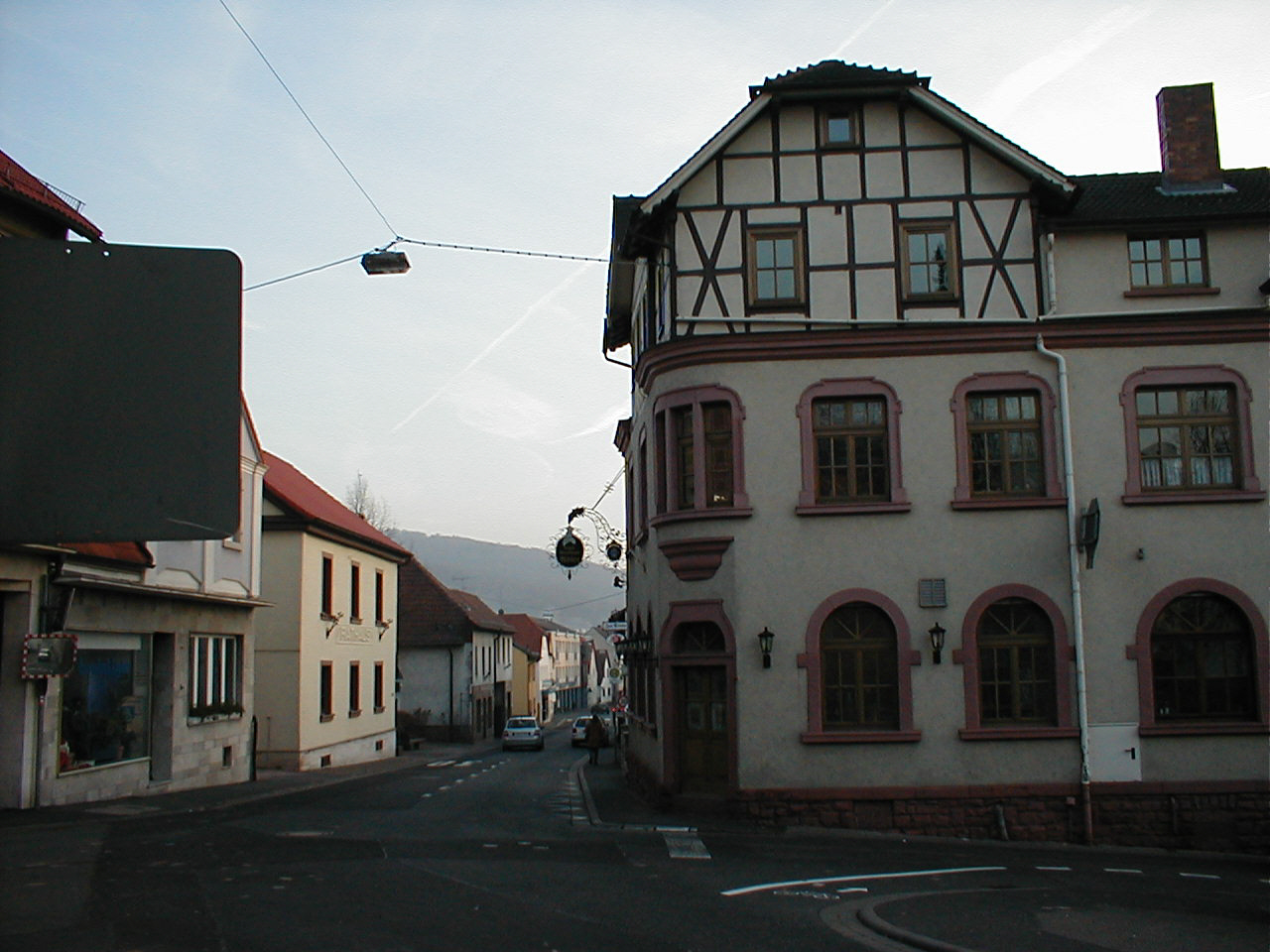
Gasthaus "Zum Adler" in Goldbach
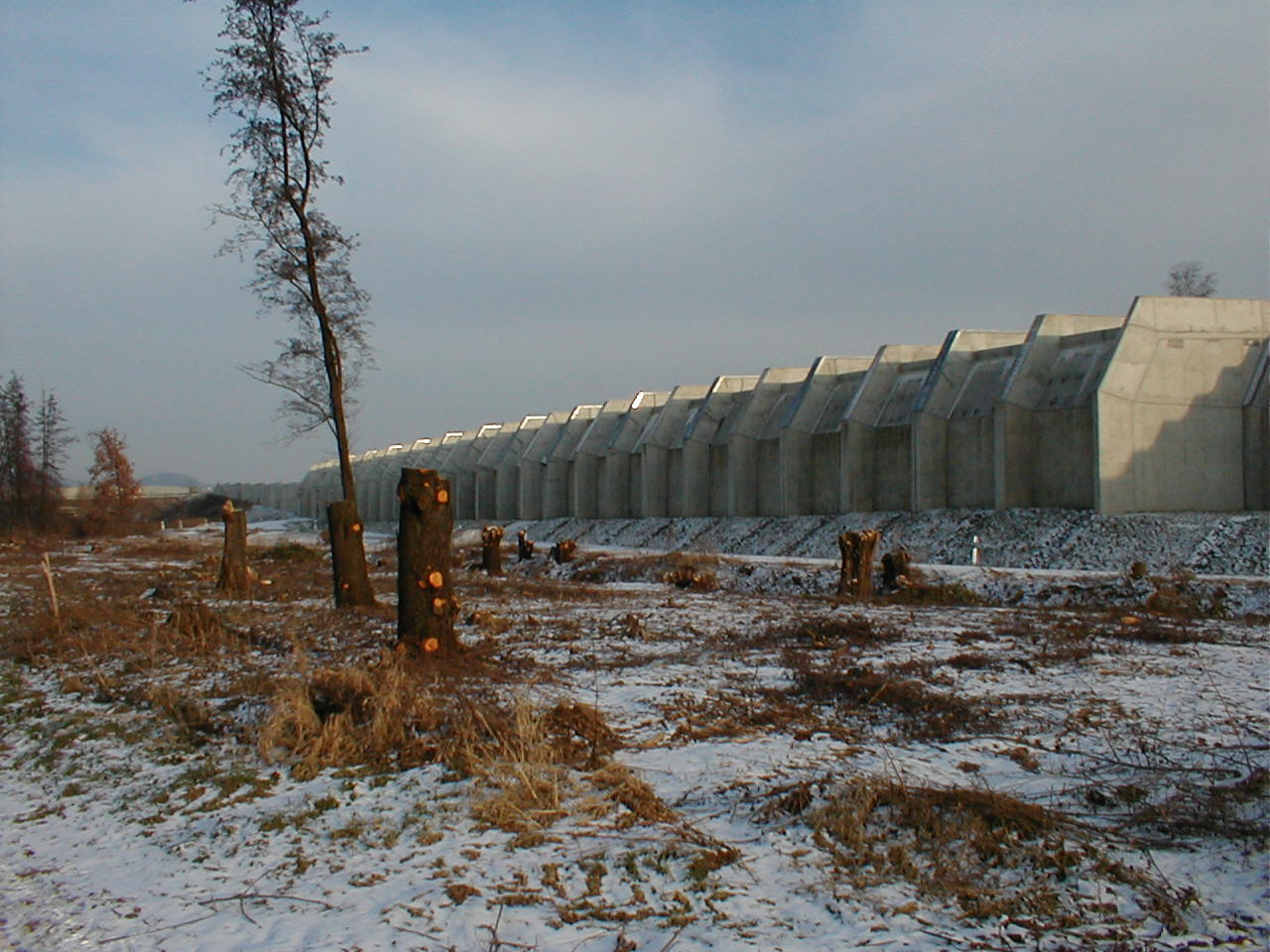
Einhausung der Bundesautobahn 3 bei Goldbach

### Kurioses

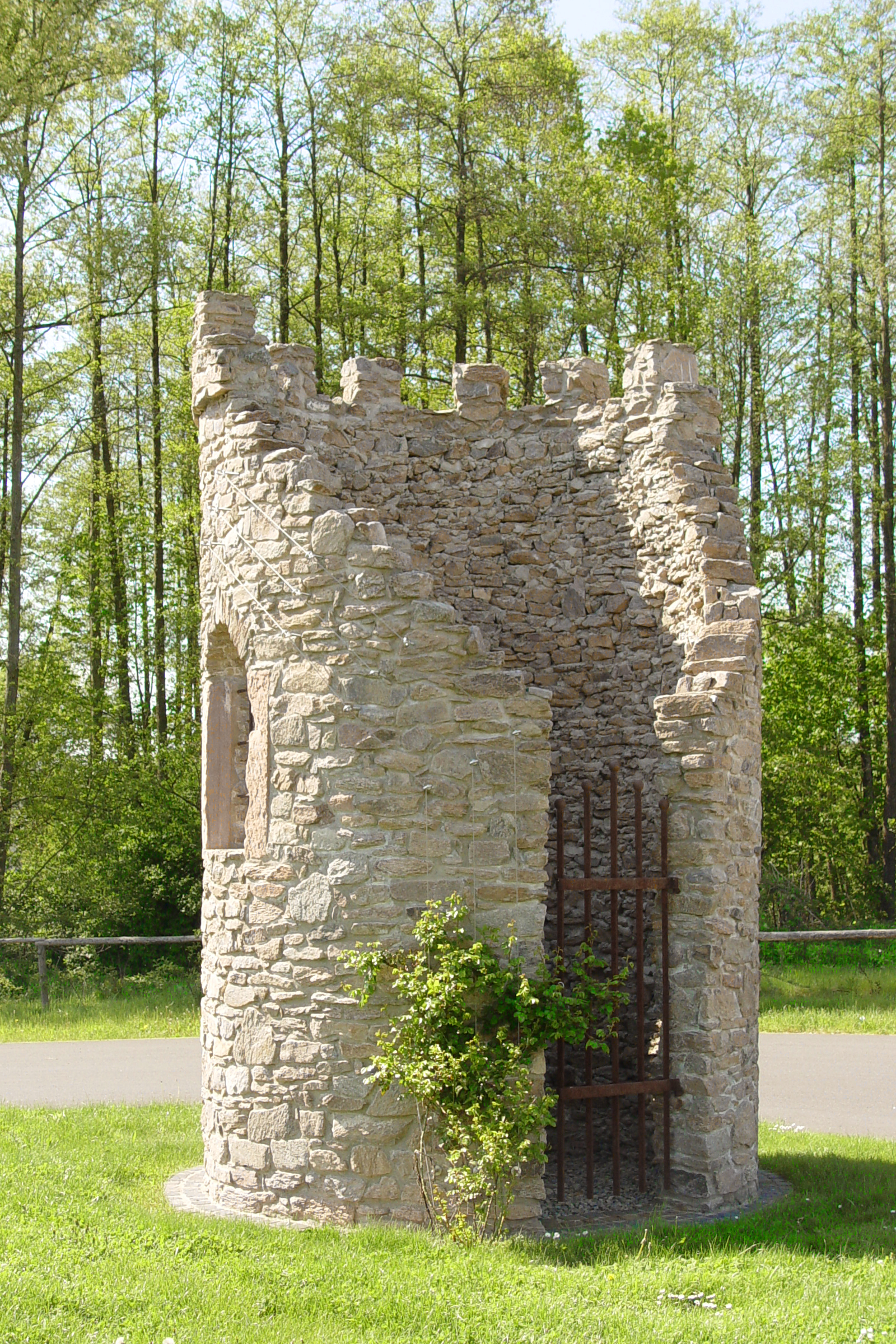
Künstliche Turmruine

Der Markt Goldbach hat im Jahr 2012 an der Gemarkungsgrenze zu Aschaffenburg am Ende der Österreicher Straße eine Wendeplatte gebaut. Auf der Grünfläche in der Mitte dieser Wendeplatte wurde eine etwa 3 m hohe Miniatur eines ruinenartigen mittelalterlichen Wehrturmes errichtet. Die künstliche Ruine soll an die sagenhafte Burg der Herren von Kugelnberg erinnern. Dabei gab es auf dem heutigen Goldbacher Gemeindegebiet zu Beginn des 20. Jahrhunderts zwei hohe Aussichtstürme: Einer auf dem nicht weit davon entfernten Kugelberg und einer auf dem Grauen Stein zwischen Glattbach und Unterafferbach. Von beiden Türmen gibt es noch Relikte der ehemaligen Fundamente.

## Persönlichkeiten
- Eugen Heßler (1882–1964), Mediziner und nationalsozialistischer Funktionär
- Klaus-Peter Nabein (1960–2009), Mittel- und Langstreckenläufer
- Johannes Zang (* 1964), Autor